# Rzeczyca Długa (gromada)
Rzeczyca Długa – dawna gromada, czyli najmniejsza jednostka podziału terytorialnego Polskiej Rzeczypospolitej Ludowej w latach 1954–1972.
Gromady, z gromadzkimi radami narodowymi (GRN) jako organami władzy najniższego stopnia na wsi, funkcjonowały od reformy reorganizującej administrację wiejską przeprowadzonej jesienią 1954 do momentu ich zniesienia z dniem 1 stycznia 1973, tym samym wypierając organizację gminną w latach 1954–1972.
Gromadę Rzeczyca Długa z siedzibą GRN w Rzeczycy Długiej utworzono – jako jedną z 8759 gromad na obszarze Polski – w powiecie tarnobrzeskim w woj. rzeszowskim na mocy uchwały nr 34/54 WRN w Rzeszowie z dnia 5 października 1954. W skład jednostki weszły obszary dotychczasowych gromad Rzeczyca Długa i Rzeczyca Okrągła oraz przysiółek Musików (w jego granicach katastralnych) z dotychczasowej gromady Brandwica ze zniesionej gminy Charzewice w tymże powiecie. Dla gromady ustalono 13 członków gromadzkiej rady narodowej.
30 czerwca 1960 do gromady Rzeczyca Długa włączono wsie Dąbrowa Rzeczycka i Kępa Rzeczycka ze zniesionej gromady Wola Rzeczycka w tymże powiecie.
31 grudnia 1961 z gromady Rzeczyca Długa wyłączono przysiółek Kochany, włączając go do powiatu niżańskiego w tymże województwie.
1 stycznia 1969 gromadę zniesiono, włączając jej obszar do gromad Radomyśl n/S. (wsie Dąbrowa Rzeczycka i Kępa Rzeczycka) i Charzewice (wsie Rzeczyca Długa i Rzeczyca Okrągła) w tymże powiecie.